# Liste der Farbenschläge des Haushuhnes
Für die Beschreibung der Farbenschläge beim Haushuhn sind standardisierte Bezeichnungen entstanden, die innerhalb der organisierten Rassegeflügelzucht eine große Relevanz haben. Europäische Rassegeflügelstandards für Hühner und Zwerghühner verzeichnen insgesamt 164 unterschiedliche Farbenschläge. Die nachfolgende Tabelle zeigt die häufigsten Grundfarben und Zeichnungsmuster der deutschsprachigen Rassestandards.
| Grundfarben | Grundfarben      | Grundfarben |
| ----------- | ---------------- | --- |
| Weiß        | Ramelsloher      | Die weiße Farbe wird bei Masthühnern bevorzugt, da verbliebene Federschaftteile nach dem Rupfen weniger auffallen. Weiß kann sowohl rezessiv als auch dominant vererben. Die Gene, welche die Weißverfärbung verursachen, betreffen lediglich die ansonsten schwarzfarbigen Federn, sodass eine komplett weiße Farbe nur auftritt bei einer Veranlagung für komplett schwarze Farbe. |
| Schwarz     | Spanierhuhn      | Die schwarze Farbe vererbt dominant und kommt bei vielen Rassen vor. Sie sollte nicht mit Fibromelanosis verwechselt werden, eine Schwarzfärbung der Haut und Organe. |
| Blau        | Cochin           | Blau ist Schwarz mit einem Verdünnungsfaktor und faktisch eine Graufarbe. Oft bleibt bei diesem Schlag der Halsbehang der Hähne schwarz. |
| Gelb        | Orpington        | Eine komplette Goldfärbung eines Huhnes wird mit "Gelb" oder "Buff" bezeichnet. |
| Rot         | Rhode Island Red | Rot ist Gold mit extra Farbfaktor. Bekannt ist die Rotfarbe des Rhodeländers. |
| Perlgrau    | Orpington        | Perlgrau ist eine selbständige Farbe, heller und gleichmäßiger als Blau. |

| Zeichnungsmuster       | Zeichnungsmuster                         | Zeichnungsmuster |
| ---------------------- | ---------------------------------------- | --- |
| Rebhuhnfarbig          | Seidehuhn                                | Die Rebhuhnfarbe ist eine Variante der Wildfarbe, bei der die Henne keine lachsfarbene Brust hat, sondern dort eine schwarze Zeichnung zeigt. |
| Gesäumt                | Bergischer Kräher (Detail)               | Eine Federsäumung ist meistens schwarz und umrandet die gesamte Feder. Die Extremform wird gefunden bei den bergischen Hühnerrassen und wird Dobbelung genannt. |
| Gesprenkelt / geflockt | Groninger Möwe                           | Landhühner mit Sprenkelzeichnung werden an der Nordseeküste von Flandern bis Ostfriesland gefunden sowie in Westfalen. Die Zeichnung ist je nach Rasse unterschiedlich und wechselt zwischen kleinen seitengleichen schwarzen Flecken (Flocken) bis zu querverlaufenden Bändern. |
| Birkenfarbig           | Denizli-Kräher                           | Birken ist eine Wildfarbvariante, bei der die Henne bis auf den Hals eine schwarze Farbe besitzt. |
| Bunt                   | Ükkeler Bartzwerg                        | Bunte Hühner haben weiße Flecken an den Federendungen bei einer gleichmäßigen Grundfarbe. |
| Weizenfarbig           | Wildhuhn                                 | Bei dieser Zeichnung, die dem Wildtyp entspricht, haben die Hennen eine helle weizenfarbige Grundfarbe. |
| Columbia               | Sussex                                   | Die Columbiazeichnung beinhaltet eine lockere Schwarzfärbung des Halsbehanges, der Flügelspitzen und des Schwanzes. |
| Gesperbert             | Niederrheiner                            | Die Sperberung ist eine quer verlaufende Streifenzeichnung der Federn, die sowohl schwarz-weiß wie auch gold-weiß sein kann. |
| Getupft                | Hamburger Huhn                           | Bei der Tupfung sind die Federspitzen schwarz. |
| Gescheckt              | Houdan                                   | Bei der gescheckten Zeichnung finden sich weiße Flecken an allen Federn. |
| Wildfarbig             | Bankivahuhn (Hahn) · Bankivahuhn (Henne) | Der Wildtyp ist die ursprüngliche Zeichnung der Urhühner (Bankivahuhn) mit goldfarbenem Hals- und Sattelbehang, goldfarbenen Schwingen, einer schwarzen Brust und schwarzem Schwanz beim Hahn und einer unauffälligen fahlen Farbe bei der Henne.                                |
| Porzellan              | Orloff                                   | Porzellan beinhaltet eine Zeichnung mit drei Farben an jeder Feder: gold, schwarz und weiß. Der zentrale Anteil ist goldfarbig mit einer angrenzenden schwarzen Säumung oder Tupfung und am Ende einem weißen Punkt.                                                             |
| Gebändert              | Brahma (Detail)                          | Die Bänderung bedeutet eine Mehrfachsäumung. Sie ist vergleichbar mit der Doppeltsäumung, sei es, dass hier die äußerste Umrandung goldfarbig oder hell ist und die Zahl der Farbbögen größer ist.                                                                               |
| Doppeltgesäumt         | Indischer Kämpfer (Detail)               | Eine doppelte Säumung der Federn, die nicht nur bei gezüchteten Rassen, sondern auch bei Wildhühnern gefunden wird. Die äußere Umrandung ist immer schwarz. |
| Wachtelfarbig          | Watermaalscher Bartzwerg                 | Die Wachtelfarbe ähnelt der Wildfarbe, jedoch mit schwarzem Halsbehang der Hähne und einer helleren Brustfärbung der Hennen. |
| Exchequer              | .                                        | Die Exchequerzeichnung ist ein schwarzweißes Muster, in dem weiß dominiert und bei den längeren Federn ein Farbwechsel auftritt. |
| Mohrenkopf             | Eulenbarthuhn                            | Eine Zeichnungsvariante, bei der Kopf und obere Halsbereiche schwarz gefärbt sind. |
| Zimtfarbig             | Cubalaya (blau-zimtfarbig)               | Obwohl der Hahn bei dieser Zeichnung vom Wildtyp ist, hat die Henne eine zeichnungslose hellbraune Farbe. Genetisch wird der Schlag zurückgeführt auf die Kombination von Weizenfarbe mit dem Gen „DK“.                                                                          |
| Schwarzschwänzig       | Japanisches Zwerghuhn                    | Gleichmäßige Grundfarbe mit schwarzem Schwanz. |
| Lakenfelder            | Lakenfelder                              | Eine schwarze Farbe des Kopfes, Halses und Schwanzes bei gleichmäßiger hellerer Farbe des restlichen Körpers. Die gelbschwarze Variante ist typisch fürs Vorwerkhuhn. |
| Splash                 | Sumatra                                  | Splash ist eine etwas chaotisch wirkende Zeichnung mit weißen, schwarzen und blauen (faktisch: grauen) Federn. Es tritt auf bei einer Homozygotie für "andalusisches Blau" (BlBl).                                                                                               |